# 科學院大廈
科學院大廈 ，舊名科學文化宮，是位於拉脫維亞首都里加的一座建築，修建於1952年至1958年，啟用於1960年，高108米。科學院大連的外觀類似莫斯科的七姐妹，是一座斯大林式建築。這座建築也是蘇聯第一座使用预製混凝土的建築，混凝土表面覆蓋了人造和天然石材。雖然以莫斯科的高層建築為設計模型，但建築師還是在建築外觀融入了里加舊城的元素。1990年歌唱革命期間，該建築具有意識形態象徵的內部及外部裝飾被拆除（如列寧和馬克思的浮雕，尖頂上的五角星等）。建築的高層部分也有被拆除計劃，但並未實施。現在這座建築大部分部分外租給其他單位辦公，以為拉脫維亞科學院提供資金。
大樓頂部有眾多電視發射天線。大廈17層65米高處設有瞭望台，供遊客參觀。

## 外部連結
- Academy of Science （页面存档备份，存于）